# Paragomphus nigroviridis
Paragomphus nigroviridis är en trollsländeart som beskrevs av Cammaerts 1969. Paragomphus nigroviridis ingår i släktet Paragomphus och familjen flodtrollsländor. IUCN kategoriserar arten globalt som livskraftig. Inga underarter finns listade i Catalogue of Life.